# Grant-Galago
Der Grant-Galago oder Grant-Zwerggalago (Paragalago granti, Syn.: Galago granti, Galago nyasae, Galagoides granti) ist eine Primatenart aus der Familie der Galagos (Galagonidae). Er wurde früher mit dem Sansibar-Galago zu einer Art zusammengefasst, unterscheidet sich aber von diesem unter anderem in den Lauten und im Bau des Fortpflanzungstrakts.

## Merkmale
Grant-Galagos sind wie alle Galagos relativ kleine Primaten, sie erreichen ein Gewicht von 100 bis 200 Gramm. Anhand von 50 untersuchten Individuen ließ sich eine Kopf-Rumpf-Länge von durchschnittlich 15,4 und eine Schwanzlänge von 22,1 Zentimeter ermitteln, das Gewicht betrug im Schnitt 147 Gramm. Für den Hinterfuß ergaben sich Längenwerte von im Mittel 5,9 und für die Ohren von 3,8 Zentimetern. Das Fell der Tiere ist an der Oberseite rotbraun gefärbt, die Unterseite erscheint gelblich oder cremefarben. Der Schwanz ist leicht buschig und länger als der Rumpf, die Hinterbeine sind kräftig. Die Schnauze ist langgestreckt, die Augen sind groß, die Ohren sind ebenfalls groß, unbehaart und sehr beweglich. In Seitenansicht verläuft das Nasenprofil eingedellt. Die durchschnittliche Schädellänge beträgt 4,2 Zentimeter.

## Verbreitung und Lebensweise

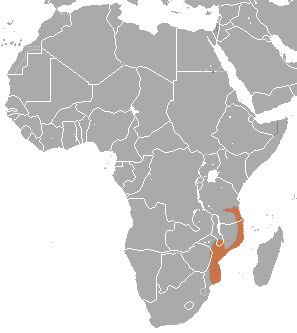
Verbreitungsgebiet

Grant-Galagos leben im östlichen und südlichen Afrika, ihr Verbreitungsgebiet umfasst die Küstenregionen des südlichen Tansanias und Mosambik sowie die angrenzenden Regionen Malawis und Simbabwe. Nach Felduntersuchungen aus den Jahren 2011 bis 2014 kommt die Art auch im nordöstlichen Südafrika vor. Ihr Lebensraum sind die Küstenwälder, aber auch Gebirgswälder im Landesinneren bis in 1800 Meter Seehöhe.
Über die Lebensweise dieser Tiere ist wenig bekannt. Wie alle Galagos sind sie nachtaktiv und halten sich vorwiegend in den Bäumen auf. Die Schlafplätze befinden sich meist in waldreichen Landschaften, zur Nahrungssuche dringen die Tiere aber auch in offenere Gebiete vor. Dadurch bevorzugt der Grant-Galago überwiegend Mosaik-Landschaften aus Dickichten, dichten Wäldern, die mit Lianen durchsetzt sind, und Trockenwäldern. Die Nahrung besteht aus Früchten, Insekten und Baumsäften. Charakteristisch sind die Rufe der Tiere. Diese umfassen kreischende oder schrille Laute sowie einem Werberuf der Männchen. Letzterer besteht aus einer sich aufbauenden Sequenz von Tönen, der ständig neue Einheiten hinzugefügt werden. Dies unterscheidet den Grant-Galago unter anderem vom Moholi-Galago, dessen Werberuf eher monoton klingt.

## Gefährdung
Grant-Galagos gelten als weit verbreitet und häufig, die IUCN listet die Art als „nicht gefährdet“ (least concern).